# 礦物奇趣
礦物奇趣（日语：マイネルスケルツィ），是日本純種競賽馬匹。生涯活躍於一哩賽事，曾勝出2006年新西蘭盃及2007年京都金盃。

## 出賽前
2003年2月7日出生於北海道樣似町富田恭司牧場，成長途中於拍賣會上被一口馬主俱樂部Thoroughbred Club Ruffian Ltd.以1050萬日圓購入並進行馬主募集。
其後交由美浦訓練中心練馬師稻葉隆一訓練。

## 競賽生涯

### 2歲
2005年10月出戰東京競馬場2歲新馬戰，維持於先頭第二的位置於直路展開不俗的衝刺，但最終仍然第二落敗。
其後因為細微外傷稍為休養，於11月復出出戰2歲未勝利戰。比賽開始後，其隨即進佔先頭位置並以較快的步速領放，可惜於最後直路未能堅守下被Machikane Genji超越，以鼻位的細微差距落敗。
12月4日再度出戰2歲未勝利戰，於比賽途中以穩定的節奏處於第三的位置，在對面直路稍為墮後之下於第四彎道重新加速，最終輕鬆超越對第取得勝利。
年末挑戰首個分級賽短波電台盃兩歲錦標，然而於輸送阻滯下未能獲得有效的調整，最終於未能發揮自身的實力以第九大敗。

### 3歲
2006年首戰選擇為如月賞，維持於先頭第三的位置下於直路稍微加速一段路程，最終未能趕上名將森遜下再被爆發末腳速度的網路亨通超越，最終以第三完賽。
其後出戰條件戰黃梅賞，於取得第一人氣支持下在比賽途中維持自身節奏處於第二，進入直路後隨即加速彈離對手以3馬位壓勝。
4月8日第三度出戰分級賽並挑戰新西蘭盃，比賽開始後選擇維持於約莫第三的位置展開推進，於最後彎道時候抽出外檔位置準備望空。進入直路後，其於中檔位置成功找尋到空位衝刺，最終壓制領放馬及精雕微琢及同樣位置的Logic下成功取得首個分級賽冠軍。
5月出戰春季最大目標NHK一哩賽，然而於比賽初段因慢閘未能處於最有利的位置，進入直路後更大幅失速墮後，最終以第十大敗。
進入秋季後其以京成盃秋季讓賽，採取先行策略下未能於直路展開較為有效的加速，最終無法超越俊小子下再被Camphor Best追上，最終以第三落敗。
其後繼續挑戰一哩賽事並出戰富士錦標，但狀態下滑之下未能於直路上做出任何表現，最終以第十三大敗。
11月19日出戰一哩冠軍賽，於賽前因為富士錦標的慘敗而取得第十六人氣的低評價。比賽開始後，其於順利出閘的情況下選擇緊町大熱門大和主將，並在最後彎道跟隨對手展開發力。進入直路後，其仍然嘗試於所在位置維持自身的勢頭，最終僅敗於大和主將、隨心起舞及大徵兆下以第四完賽，成功顛覆賽前的評價。
12月出戰本年度新設立的二級賽阪神盃，再度採用先行戰術下維持一貫穩定的節奏，最終於直路上亦能守住位置，以第三的戰績完賽。

### 4歲
2007年4歲年鐸首戰定為京都金盃，比賽初段因順利出閘以進佔領先位置，及後以自身的節奏進行領放，一直帶領馬群進入直路。進入直路後，由於其在比賽大部份時間均處於對自身而言舒服的步速，因而可以繼續運用餘力展開衝刺，最終成功以1 3/4馬位擊敗對手，取得第二個分級賽冠軍。
其後縮程挑戰一級賽高松宮紀念，然而採用中團戰術下未能於直路加速上前，最終被前方對手帶離之下僅跑獲第六。
4月重返一哩戰線以讀賣盃為目標，比賽途中維持於領放馬金剛力王的後方推進，進入直路後繼續加速，最終跑獲第三。
5月隨即出戰京王盃春季盃，雖然於直路一度因為不俗的加速取得領先，但其後稍為力弱下被對手超越，最終以第四落敗。
6月出戰最大目標安田紀念，然而於比賽途中再度因為失速的問題，未能於直路維持自身優勢，最終以第十大敗。
秋季原定以京成盃秋季讓賽作為起動戰，但因為馬流感爆發之下未能進行返回馬房調整而作罷。
其後陣營原本有意安排其出戰短途馬錦標，但於被排除於出賽名單之外下轉籍同戰的港灣人工島錦標。比賽開始後，其以不俗的姿態進佔前方位置，於進入直路後更以優秀的勢頭取得領先，然而其後隨即被強閘的超級黃蜂及Ambroise超越取得第三。
10月27日出戰天鵝錦標，然而受到比賽途中蹄鐵跌落的影響下無法在直路維持速度，最終以第九大敗。
11月23日出戰公開賽首都錦標作為調整，雖然於直路於中檔位置不斷突破並透出，但最終仍然無法壓制拳壇奇蹟及氣墊快駒，落後兩名對手取得第三。
年末，其轉戰泥地賽事，以銀河錦標作為目標。比賽開始後，其迅速進佔先頭約莫第三的位置，維持穩定節奏下於最後彎道處保持於內欄有利位置準備發力。進入直路後，其於內欄位置以不俗的反應展開加速並成功透出，後續維持走勢下亦能阻止來襲的不眠之夜，最終以1/2馬位戰勝對手奪冠。

### 5歲
2008年首戰為根岸錦標，然而於放草後受到體重大幅增加的影響，其未能在比賽途中發揮表現，最終以第九大敗。
其後因為獎金不足未能出戰二月錦標，改為出戰公開賽宿昴錦標，雖然於直路上一早衝出，但最終仍然被前方的對手拋離以第三完賽。
3月15日出戰千葉錦標，於比賽途中採取領放戰術並做出超快步速，最終於直路力盡下以第十五大敗。
放草過後於夏季重返草地戰線並出戰函館短途錦標，但最終以第十大敗。
其後原定以關屋紀念為目標，但於腳部不適下避戰，並進入休養狀態。

### 6歲
2009年2月14日在情人節錦標中復出，於直路一度取得領先下被後方賽駒超越，最終以第四落敗。
其後於春季餘下時間出戰各賽事亦未能突破，在東風錦標、打吡公爵挑戰盃及谷川岳錦標中分別以第三、第六及第四落敗。
進入下半年，其於8月的起動戰關屋紀念中跑獲第三，其後雖然出戰京成盃秋季讓賽亦能保持勢頭以第三完賽，但在秋季以富士錦標為目標時卻因為失速以第十七大敗。

### 7歲
2010年4月3日以珊瑚錦標作為首戰，然而於直路失速之下以第十四大敗。
其後出戰各項賽事，但僅能於谷川岳錦標中跑獲第三，其他賽事均未能取得三甲以內的戰績。

### 8歲
2011年繼續現役，但未能於任何賽事取得佳績。
5月21日出戰五月錦標取得第十六後，陣營決定安排其退役。

### 詳細賽績
| 日期       | 舉辦國家 | 馬場 | 距離   | 級別 | 賽事名稱           | 負重 | 騎師     | 馬號 | 出馬 | 名次 | 時間   | 頭馬（二馬）       |
| ---------- | -------- | ---- | ------ | ---- | ------------------ | ---- | -------- | ---- | ---- | ---- | ------ | ------------------ |
| 9/10/2005  | 日本     | 東京 | 草1800 |      | 2歲新馬            | 55   | 柴田善臣 | 4    | 10   | 2    | 1:51.0 | Jalisco Light      |
| 13/11/2005 | 日本     | 東京 | 草1800 |      | 2歲未勝利          | 55   | 柴田善臣 | 7    | 13   | 2    | 1:47.6 | Machikane Genji    |
| 4/12/2005  | 日本     | 中山 | 草2000 |      | 2歲未勝利          | 55   | 柴田善臣 | 6    | 17   | 1    | 2:04.1 | （Cosmo Scoville） |
| 24/12/2005 | 日本     | 阪神 | 草2000 | GIII | 短波電台盃兩歲錦標 | 55   | 四位洋文 | 6    | 12   | 9    | 2:03.0 | 櫻花奇景           |
| 12/2/2006  | 日本     | 京都 | 草1800 | GIII | きさらぎ賞         | 56   | 安部幸夫 | 4    | 12   | 3    | 1:47.6 | 網路亨通           |
| 4/3/2006   | 日本     | 中山 | 草1600 |      | 黄梅賞             | 56   | 柴田善臣 | 14   | 15   | 1    | 1:34.6 | （Beauty Pearl）   |
| 8/4/2006   | 日本     | 中山 | 草1600 | GII  | 新西蘭盃           | 56   | 柴田善臣 | 1    | 12   | 1    | 1:33.5 | （精雕微琢）       |
| 7/5/2006   | 日本     | 東京 | 草1600 | GI   | NHK一哩賽          | 57   | 柴田善臣 | 1    | 18   | 10   | 1:34.5 | Logic              |
| 10/9/2006  | 日本     | 中山 | 草1600 | GIII | 京成盃秋季讓賽     | 54   | 柴田善臣 | 14   | 15   | 3    | 1:32.3 | 俊小子             |
| 21/10/2006 | 日本     | 東京 | 草1600 | GIII | 富士錦標           | 56   | 柴田善臣 | 2    | 18   | 13   | 1:34.4 | Kinetics           |
| 19/11/2006 | 日本     | 京都 | 草1600 | GI   | 一哩冠軍賽         | 56   | 柴田善臣 | 11   | 18   | 4    | 1:33.2 | 大和主將           |
| 17/12/2006 | 日本     | 阪神 | 草1400 | GII  | 阪神盃             | 56   | 武豐     | 13   | 17   | 3    | 1:20.7 | 李察靈駒           |
| 6/1/2007   | 日本     | 京都 | 草1600 | GIII | 京都金盃           | 56   | 柴田善臣 | 12   | 16   | 1    | 1:33.9 | （榮進特快）       |
| 25/3/2007  | 日本     | 中京 | 草1200 | GI   | 高松宮紀念         | 57   | 柴田善臣 | 9    | 18   | 6    | 1:09.5 | 鈴鹿鳳凰           |
| 14/4/2007  | 日本     | 阪神 | 草1600 | GII  | 讀賣盃             | 57   | 柴田善臣 | 10   | 15   | 3    | 1:32.7 | 金剛力王           |
| 12/5/2007  | 日本     | 東京 | 草1400 | GII  | 京王盃春季盃       | 57   | 柴田善臣 | 6    | 18   | 4    | 1:20.1 | 榮進特快           |
| 3/6/2007   | 日本     | 東京 | 草1600 | GI   | 安田紀念           | 58   | 柴田善臣 | 11   | 18   | 10   | 1:33.1 | 大和主將           |
| 30/9/2007  | 日本     | 阪神 | 草1600 | OP   | 港灣人工島錦標     | 56   | 鮫島良太 | 8    | 18   | 3    | 1:34.0 | 超級黃蜂           |
| 27/10/2007 | 日本     | 京都 | 草1400 | GII  | 天鵝錦標           | 57   | 柴山雄一 | 1    | 18   | 9    | 1:21.8 | 超級黃蜂           |
| 23/11/2007 | 日本     | 東京 | 草1600 | OP   | 首都錦標           | 57   | 柴田善臣 | 12   | 18   | 3    | 1:32.9 | 拳壇奇蹟           |
| 9/12/2007  | 日本     | 阪神 | 泥1400 | OP   | 銀河錦標           | 56   | 池添謙一 | 5    | 16   | 1    | 1:22.4 | （不眠之夜）       |
| 4/2/2008   | 日本     | 東京 | 泥1400 | GIII | 根岸錦標           | 57   | 松岡正海 | 7    | 16   | 9    | 1:23.5 | Wild Wonder        |
| 26/2/2008  | 日本     | 京都 | 泥1400 | OP   | 宿昴錦標           | 57   | 池添謙一 | 3    | 15   | 3    | 1:23.3 | Zenno Parthenon    |
| 15/3/2008  | 日本     | 中山 | 泥1200 | OP   | 千葉錦標           | 57   | 松岡正海 | 2    | 16   | 15   | 1:11.3 | Zenno Coral        |
| 6/7/2009   | 日本     | 函館 | 草1200 | GIII | 函館短途錦標       | 56   | 三浦皇成 | 7    | 16   | 9    | 1:09.1 | 拳壇奇蹟           |
| 14/2/2009  | 日本     | 東京 | 草1400 | OP   | 情人節錦標         | 56   | 松岡正海 | 5    | 16   | 4    | 1:21.4 | 東商勇者           |
| 14/3/2009  | 日本     | 中山 | 草1600 | OP   | 東風錦標           | 57   | 松岡正海 | 3    | 16   | 3    | 1:37.3 | 昭和革新           |
| 5/4/2009   | 日本     | 中山 | 草1600 | GIII | 打吡公爵挑戰盃     | 56   | 松岡正海 | 2    | 15   | 6    | 1:33.9 | Take Mikazuchi     |
| 3/5/2009   | 日本     | 新潟 | 草1400 | OP   | 谷川岳錦標         | 57   | 津村明秀 | 16   | 16   | 4    | 1:21.5 | 北海金輝           |
| 9/8/2009   | 日本     | 新潟 | 草1400 | GIII | 關屋紀念           | 56   | 石橋脩   | 14   | 18   | 3    | 1:33.2 | 笑臉傑克           |
| 13/9/2009  | 日本     | 中山 | 草1600 | GIII | 京成盃秋季讓賽     | 56   | 石橋脩   | 14   | 16   | 3    | 1:32.4 | 札列馬             |
| 24/10/2009 | 日本     | 東京 | 草1600 | GIII | 富士錦標           | 57   | 石橋脩   | 4    | 18   | 17   | 1:34.1 | 絕頂良駒           |
| 3/4/2010   | 日本     | 阪神 | 泥1400 | OP   | 珊瑚錦標           | 57   | 和田龍二 | 1    | 16   | 14   | 1:25.8 | Namura Titan       |
| 2/5/2010   | 日本     | 新潟 | 草1600 | OP   | 谷川岳錦標         | 57   | 丹内祐次 | 5    | 14   | 3    | 1:33.6 | 萊茵頌             |
| 22/5/2010  | 日本     | 京都 | 草1400 | OP   | 愛知電視公開賽     | 57   | 福永祐一 | 18   | 18   | 4    | 1:20.5 | 湘南情人           |
| 4/7/2010   | 日本     | 阪神 | 草1600 | OP   | 米子錦標           | 56   | 和田龍二 | 16   | 18   | 6    | 1:34.3 | 玉藻佳駿           |
| 28/11/2010 | 日本     | 東京 | 草1600 | OP   | 首都錦標           | 57   | 松岡正海 | 7    | 18   | 15   | 1:34.2 | San Diego City     |
| 26/12/2010 | 日本     | 阪神 | 草1600 | OP   | 2010最終錦標       | 56   | 和田龍二 | 14   | 14   | 10   | 1:35.3 | 國際高球           |
| 20/2/20211 | 日本     | 京都 | 草1600 | OP   | 洛陽錦標           | 56   | 丹内祐次 | 16   | 16   | 12   | 1:36.3 | King Street        |
| 26/3/2011  | 日本     | 阪神 | 草1600 | OP   | 六甲錦標           | 57   | 戶崎圭太 | 18   | 18   | 8    | 1:34.6 | Lord Balius        |
| 1/5/2011   | 日本     | 新潟 | 草1600 | OP   | 谷川岳錦標         | 57   | 津村明秀 | 11   | 15   | 14   | 1:34.6 | 北歐神劍           |
| 21/5/2011  | 日本     | 東京 | 草1800 | OP   | 五月錦標           | 57   | 柴田大知 | 4    | 18   | 16   | 1:46.5 | Dantsu Hotei       |

## 退役後
退役後，礦物奇趣並未入種，而是於札幌競馬場休養，在2011年以誘導馬身份服務。
2021年9月4日由誘導馬退役，前往北海道長沼町馬追馬匹公園進行養老生活。
2023年7月23日早上被發現於馬房內死亡，享年20歲。

## 血統簡介
父系草上飛爲美國生產的日本賽駒，生涯戰績優秀，曾勝出朝日盃三歲錦標及寶塚紀念，亦曾連霸有馬紀念。祖父Silver Hawk爲美國生產的愛爾蘭賽駒，生涯戰績不俗，曾勝出三級賽卡拉芬錦標，亦於一級賽愛爾蘭打吡及葉森打吡分別取得亞軍及季軍。
母系Aladeya為英國馬匹，生涯無出賽記錄。外祖父Machiavellian爲美國出身的法國賽駒，生涯戰績優秀，曾勝出一級賽莫尼大賽及撒拉曼德大賽。

### 血統表
| 父線：雷弼圖系（Hail to Reason系）                                                            |                               |                 |                    |
| 種馬 草上飛 1995年（栗色）                                                                    | Silver Hawk 1979年（棗色）    | 雷弼圖          | Hail to Reason     |
| 種馬 草上飛 1995年（栗色）                                                                    | Silver Hawk 1979年（棗色）    | 雷弼圖          | Bramalea           |
| 種馬 草上飛 1995年（栗色）                                                                    | Silver Hawk 1979年（棗色）    | Gris Vitesse    | Amerigo            |
| 種馬 草上飛 1995年（栗色）                                                                    | Silver Hawk 1979年（棗色）    | Gris Vitesse    | Matchiche          |
| 種馬 草上飛 1995年（栗色）                                                                    | Ameriflora 1989年（棗色）     | 單色            | 北地舞人           |
| 種馬 草上飛 1995年（栗色）                                                                    | Ameriflora 1989年（棗色）     | 單色            | Pas de Nom         |
| 種馬 草上飛 1995年（栗色）                                                                    | Ameriflora 1989年（棗色）     | Graceful Touch  | His Majesty        |
| 種馬 草上飛 1995年（栗色）                                                                    | Ameriflora 1989年（棗色）     | Graceful Touch  | Pi Phi Gal         |
| 繁殖雌馬 Aladeya 1997年（棗色）                                                               | Machiavellian 1987年（棗色）  | 淘金者          | Raise A Native     |
| 繁殖雌馬 Aladeya 1997年（棗色）                                                               | Machiavellian 1987年（棗色）  | 淘金者          | Gold Digger        |
| 繁殖雌馬 Aladeya 1997年（棗色）                                                               | Machiavellian 1987年（棗色）  | Coup de Folie   | Halo               |
| 繁殖雌馬 Aladeya 1997年（棗色）                                                               | Machiavellian 1987年（棗色）  | Coup de Folie   | Raise the Standard |
| 繁殖雌馬 Aladeya 1997年（棗色）                                                               | Fair Shirley 1990年（深棗色） | Shirley Heights | 水車礁石           |
| 繁殖雌馬 Aladeya 1997年（棗色）                                                               | Fair Shirley 1990年（深棗色） | Shirley Heights | Hardiemma          |
| 繁殖雌馬 Aladeya 1997年（棗色）                                                               | Fair Shirley 1990年（深棗色） | Fairy Dancer    | 尼真斯基           |
| 繁殖雌馬 Aladeya 1997年（棗色）                                                               | Fair Shirley 1990年（深棗色） | Fairy Dancer    | Fairy Bridge       |
| 雌系：Special系（號族：5-h）                                                                  |                               |                 |                    |
| 五代內近親交配：Hail to Reason 4×5、北地舞人 4×5、Raise a Native 5×4、Natalma 5×5、Nashua 5×5 |                               |                 |                    |

## 命名由來
名字中，Meiner（マイネル）是馬主Thoroughbred Club Ruffian Ltd.之冠名，於德語中有「我的」之意思，香港則將Meiner誤當為有礦工之意的Miner，因而翻譯為「礦物」，Scherzi（スケルツィ）於意大利語中帶有笑話、詼諧等意思，香港則採用意思相近的「奇趣」作為翻譯。

## 外部連結
- 礦物奇趣 netkeiba.com （页面存档备份，存于）
- 血統表